# Bez uczucia (film 1989)
Bez uczucia – amerykańska komedia z 1989 roku.

## Główne role
- John Ritter – Zachary Zach Hutton
- Vincent Gardenia – Barney, barman
- Alyson Reed – Alexandra Alex Hutton
- Joel Brooks – Jake Fedderman
- Julianne Phillips – Molly
- Chelsea Field – Amy McKenna
- Peter Donat – Leon Sparky Sparks
- Don Gordon – Curt Ames
- Nina Foch – Marge, matka Alex
- Denise Crosby – Angela Angie Smith
- Michael Kidd – Dr Westford
- Dee Dee Rescher – Bernice Fedderman
- Bryan Genesse – Rick Curry
- Bo Foxworth – Greg
- Raye Hollitt – Lonnie Jones
- Jean Marie McKee – Rebecca Simms
- Brenda Swanson – Emily
- Heidi Paine – Tina
- Diana Barton – Helena Walker
- Robert Burleigh – Martin Dunn

## Fabuła
Zach Hutton jest pisarzem, który przeżywa kryzys twórczy. Zaczyna szukać natchnienia w alkoholu i licznych romansach. Niestety, jego żona Alex nakrywa go z inną i wnosi o rozwód. Pisarz jest zrozpaczony i prosi żonę, by wróciła do niego, ale nie potrafi zmienić obecnego trybu życia. Jego kolejna dziewczyna Molly rzuca go i przy okazji podpala dom. John zwierza się ze swoich problemów zaprzyjaźnionemu barmanowi Barneyowi i swojemu prawnikowi Jake'owi. Niebawem John popada w depresję i za dużo pije. W końcu powoduje wypadek samochodowy i trafia do aresztu za jazdę po pijanemu. W areszcie dowiaduje się, że Alex zamierza ponownie wyjść za mąż.